# Huitoto (jezična porodica)
Huitotoan je velika i značajna porodica južnoameričkih Indijanaca i njihovih jezika iz Kolumbije i Perua. porodica dobiva ime po glavnom plemenu i jeziku Huitoto (Uitoto ili Witoto), a ostali predstavnici su: 
A) Andoke ili Andokero iz Kolumbije, koji moguće, Aschmann (1993), čine samostalnu porodicu. 
- Andoquero del Norte s Araracuara,
- Andokero del Sur.

B) Huitoto: 
- Huitoto (Witoto): Búe (Murui; Uitoto Murui), Ifikuene-caimito, Jayryua, Kaime (Caimo), Mekka (s Yaboyano), Menekka (sebe zovu Meneca), Séueni, Xúra;
- Nïpode (Witoto-Muinane). ovi se ne smiju brkati s Bora Muinane;
- Coeruna;
- Orejón u prijevodu 'uhonje'.

C) Resígero. Ovi su moguće Arawaki. 
Neki autori porodici Huitotoan pripisuju i plemena i jezike Indijanaca Boran, koje zastupaju: Miranya, Carapana, Tapuyo; Nonuya; Ocaina (s Okaina ili ducaiya i Fitita) i Bora Muenane (Muinane) koji u stvari čine posebnu porodicu. Ovako proširenu porodicu nazivaju Bora-Huitotoan. 

## Vanjske poveznice
- Ethnologue (14th)
- Ethnologue (15th)

Ethnologue (16th)
- Witoto-Bora
- Tree for Witotoan[neaktivna poveznica]